# Fakulta humanitních studií Štětínské univerzity
Fakulta humanitních studií Štětínské univerzity (polsky Wydział Humanistyczny Uniwersytetu Szczecińskiego) je jedna z desíti fakult Štětínské univerzity a největší fakulta této univerzity. Založena byla spolu s celou univerzitou ve Štětíně roku 1985. Je tvořena šesti instituty, které poskytují bakalářské, magisterské a doktorské studijní programy. Fakulta sídlí na adrese ul. Krakovská 71-79 ve Štětíně.

## Struktura
Základní organizační jednotkou fakulty zodpovědnou za organizaci výuky a poskytování zázemí pro další činnosti fakulty jsou instituty:
- Ústav filozofie[2]
  - Oddělení epistemologie
  - Oddělení etiky
  - Oddělení filozofie kultury
  - Oddělení filozofie vědy
  - Oddělení filozofie přírody a bioetiky
  - Oddělení současné filosofie
  - Oddělení dějin filozofie
  - Oddělení ontologie a analytické filozofie

- Ústav pedagogiky[3]
  - Oddělení obecné pedagogiky
  - Oddělení sociální pedagogiky
  - Oddělení obecné didaktiky
  - Oddělení pedagogické teorie
  - Oddělení speciální pedagogiky
  - Oddělení dějin školství
  - Oddělení raného vzdělávání

- Ústav psychologie[4]
  - Laboratoř psychologických testů
  - Laboratoř pro výzkum osobnosti
  - Oddělení jazykové a komunikační psychologie
  - Oddělení klinické psychologie a psychoprofylaxe
  - Oddělení mezikulturní psychologie a politiky
  - Oddělení sociální psychologie
  - Oddělení psychologie lidského rozvoje

- Ústav sociologie[5]
  - Oddělení městské sociologie
  - Oddělení sociologie organizace a řízení
  - Laboratoř metodologie a sociologického výzkumu
  - Oddělení sociologie kultury
  - Oddělení sociologie zdraví a zdraví podporujících chování
  - Oddělení etnologie a kulturní antropologie

- Ústav politologie a evropských studií[6]
  - Oddělení politického myšlení a sociálních hnutí
  - Oddělení politické teorie a stranických systémů
  - Oddělení praxeologie, heuristiky a politického marketingu
  - Oddělení nedávné historie a etnické politiky
  - Oddělení teorie a metodologie politických věd
  - Oddělení mezinárodních vztahů a evropských studií
  - Oddělení politických systémů
  - Oddělení společenských dějin a regionálního výzkumu
  - Oddělení evropské strategie a bezpečnosti
  - Oddělení střední a východní Evropy
  - Oddělení výzkumu konfliktů a míru
  - Oddělení mírových operací a reakce na mimořádné situace

- Ústav historie a mezinárodních vztahů[7]
  - Katedra archeologie
  - Oddělení východního výzkumu a analýzy
  - Oddělení evropských srovnávacích studií
  - Oddělení dějin 19. a 20. století
  - Oddělení moderních dějin a archivnictví
  - Oddělení starověkých dějin
  - Oddělení středověkých dějin
  - Oddělení německých studií
  - Oddělení sociálních a ekonomických studií
  - Oddělení vojenských studií
  - Oddělení studií místních komunit

## Studium
- - archeologie
  - animace kultury
  - filozofie
  - národní bezpečnost
  - interní bezpečnost
  - kognitivní věda komunikace
  - historie
  - mezikulturní zprostředkování
  - media a civilizace
  - pedagogika
  - management veřejných institucí a PR
  - speciální pedagogika
  - politologie
  - sociální práce
  - psychologie
  - sociologie
  - mezinárodní vztahy
  - studium války a armády[8]

## Vedení fakulty
Vedení fakulty:
- Děkanka: hab. dr Urszula Chęcińska, prof. US
- Proděkanka pro vědu: prof. hab. dr Agnieszka Samochowiec, prof. US
- Proděkanka pro vzdělávání: hab. dr Renata Podgórzańska, prof. US
- Proděkan pro organizace a rozvoj: dr Hubert Kupiec